# Girabola 1982
Der Girabola 1982 war die vierte Saison des Girabola, der höchsten Spielklasse im Fußball in Angola. Es nahmen 14 Mannschaften teil, die je zweimal gegeneinander antraten.
Der Atlético Petróleos Luanda aus der Hauptstadt Luanda gewann erstmals die Meisterschaft. Primeiro de Maio aus Benguela wurde angolanischer Pokalsieger. Zu einem Zusammentreffen der zwei in einem Supercup kam es nicht, der angolanische Supercup wurde erstmals 1985 ausgespielt.
Vor allem bedingt durch die Wirren und Zerstörungen des angolanischen Bürgerkriegs (1975–2002) sind nur einige Eckdaten der Saison verzeichnet. So hat der Meister Petro Luanda den Pokalsieger Primeiro de Maio im Ligabetrieb 6:2 im Hinspiel zuhause geschlagen, während sie sich im Rückspiel 1:1 trennten. Das einzige weitere vermerkte Einzelergebnis ist der 3:0-Heimsieg von Petro Luanda gegen den GD Sagrada Esperança aus Dundo.
Petro Luanda war am Ende angolanischer Meister und nahm daher an der Vorrunde des African Cup of Champions Clubs 1983 teil.